# 聖本篤 (路易斯安那州)
聖本篤（英語：Saint Benedict）是位於美國路易斯安那州聖坦曼尼堂區的一個非建制地區。

## 地理
聖本篤所處的海拔為高於海平面13米（即43英呎），而該地所採用的時區為UTC-6，即北美中部時區（CST）。同時該地設有夏令時間，為UTC-6調快一小時，即UTC-5（CDT）。